# Night Is Young
Night Is Young è il primo singolo estratto dalla prima raccolta di successi della cantante canadese Nelly Furtado, intitolata The Best of Nelly Furtado. È stato scritto dalla Furtado, Salaam Remi e Hernst Bellevue e distribuito in tutto il mondo il 12 ottobre 2010.

## Il brano
Il brano, uno dei tre inediti presenti nella raccolta musicale, è emerso in Internet nei primi mesi del 2010, sotto un titolo più generico, Free. Si era vociferato che il pezzo sarebbe confluito nell'attesissimo quinto album di inediti di Nelly Furtado, Lifestyle, ma l'uscita del disco è stata momentaneamente sospesa, e Night Is Young è stato inserito nella compilation di prossima uscita, The Best of Nelly Furtado. Il brano ha ricevuto i primi passaggi radiofonici il 3 ottobre 2010 dalla BBC Radio 1.

## Video
Il video musicale di Night Is Young è stato diretto da Alan Ferguson e filmato a Toronto in un periodo compreso tra il 13 ottobre 2010 e il 14 ottobre. È stato presentato sull'account ufficiale di Nelly Furtado il 1º novembre 2010 ed è stato aperto ai download il 16 novembre 2010.
Nelly Furtado assume qui le insolite vesti di direttrice di un coro gospel, all'interno del quale due ragazzi si scambiando sguardi affettuosi, ma presto le mette da parte per mettersi in macchina insieme a un gruppo di ragazzi. Intorno ad essa si posizionano altri veicoli carichi di giovani che si dirigono tutti per le strade o in pub per danzare o fare acrobazie.

## Tracce
CD Single
1. Night Is Young - 3:32
2. Night Is Young (Manhattan Clique Remix)

Digital Single
1. Night Is Young - 3:32
2. The Best of Nelly Furtado Minimi - 5:36

Digital Single - The Remixes
1. Night Is Young (Sketch Iz Dead Remix)
2. Night Is Young (Montreal Mist Edit)
3. Night Is Young (Manhattan Clique Edit)

## Classifiche
| Classifica (2010) | Posizione massima |
| ----------------- | ----------------- |
| Austria           | 72                |
| Belgio (Fiandre)  | 60                |
| Belgio (Vallonia) | 82                |
| Canada            | 20                |
| Repubblica Ceca   | 36                |
| Slovacchia        | 7                 |